# Imre Henszlmann

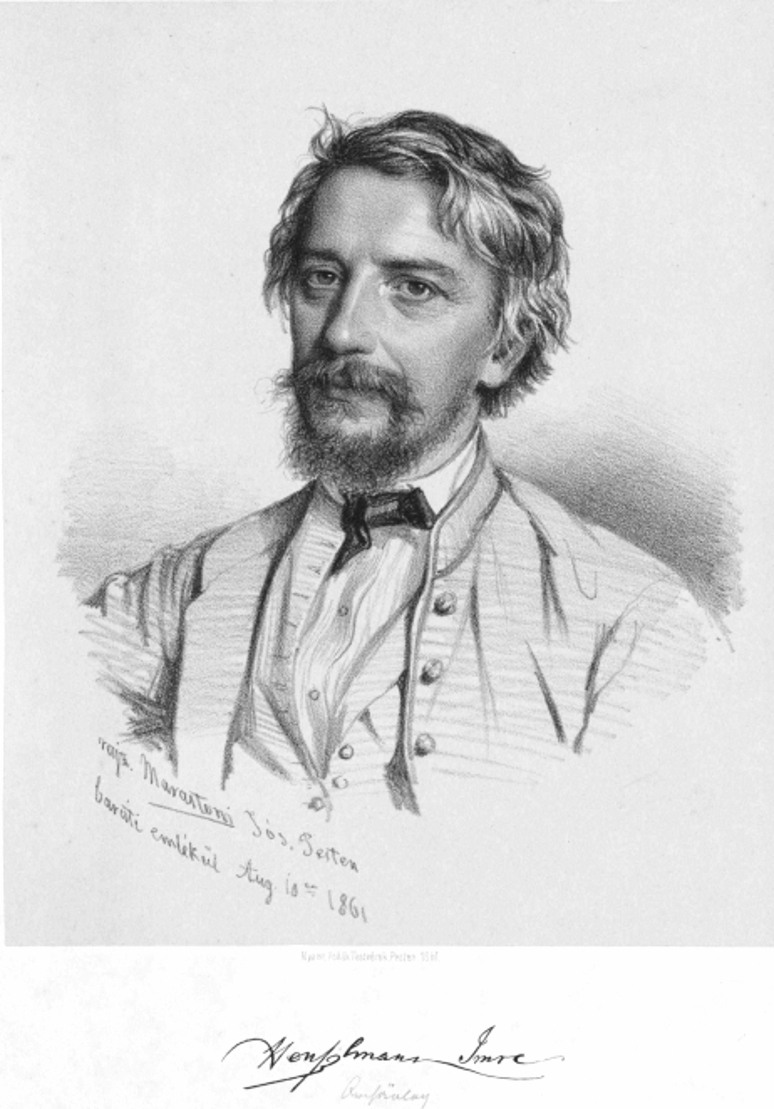
Imre Henszlmann

Emerich Henszlmann (* 13. Oktober 1813 in Kaschau; † 6. Dezember 1888 in Budapest) ab 1872 magyarisiert als Imre Henszlmann war ein ungarischer Archäologe und Kunsthistoriker deutscher Abstammung.

## Person
Imre Henszlmann studierte an den Universitäten in Pest und Wien Medizin, wandte sich dann aber der Kunstarchäologie zu und unternahm größere Reisen. 1840 nach Pest zurückgekehrt, war er Mitarbeiter verschiedener Zeitschriften und veröffentlichte unter anderem 1840 ein ungarisches Werk: „Parallele zwischen den Kunstansichten und der Erziehung zur Kunst in der alten und neuen Zeit“.
1848–49 hatte er infolge seiner Stellung im damaligen Ministerium des Äußern eine politische Gefangenschaft von acht Monaten in Wien zu überstehen. Von 1852 bis 1860 lebte er teils in London, teils in Paris; dann unternahm er eine Reise nach Konstantinopel und Athen, von wo er 1862 nach Ungarn zurückkehrte. Ab 1873 war er Professor der Kunstgeschichte an der Universität zu Pest.
Unter seinen zahlreichen Veröffentlichungen erwähnen wir: „Die altdeutschen Kirchen der Stadt Kaschau“ (ungar., 1846); ferner „Théorie des proportions appliquées dans l’architecture à Paris“ (1860); „Studien über die Kunst der Goten“ (1874); „Die gotischen Baudenkmäler Ungarns“ (1880); „Die Baukunst Mittelsyriens“ (1881). Über die von ihm geleiteten Ausgrabungen der alten königlichen Kirche in Stuhlweißenburg (1862 und 1864), der Metropolitankirche in Kalocsa (1873) und der Königsburg von Visegrad (1872) berichtete er in besonderen Schriften.

## Familie
Er war ein Onkel des Malers und Kupferstechers Jenő Doby.

## Schriften
- Theorie des proportions appliquées dans l’architecture depuis la XIIe dynastie des rois égyptiens jusqu’au XVOe siècle. Par Emeric Henszlmann. Paris 1860.
- Méthodes des proportions dans l’architecture égyptienne, dorique et du moyen-âge. Paris 1860.
- Pécsnek középkori régiségei / Fünfkirchens mittelalterliche Alterthumer. Pest: 1869 ff., 1873.
- A bécsi 1873. évi világ-tárlatnak Magyarországi kedvelőinek régészeti osztálya. Budapest: A Magyar Tudományos Akadémia Könyvk. Hivatala, 1876.
- Die Grabungen des Erzbischofs von Kalocsa. Ludwig Haynald / geleitet, gezeichnet u. erkl. von Emrich Henszlmann. Leipzig: Haendel, 1873.
- mit Lajos Reissenberger: Monumenta Hungariae archeologica aevi medii / kiadja a Magyar Tudományos Akadémia archaeológiai bizottsága. Budapest: Magyar Tudományos Akadémia, 1883.
- A nagyszebeni és a székesfehérvári régi templom. Budapest 1883.